# Subprefettura di Freguesia-Brasilândia
La Subprefettura di Freguesia-Brasilândia è una subprefettura (subprefeitura) della zona settentrionale della città di San Paolo in Brasile, situata nella zona amministrativa Nordovest.

## Distretti
- Freguesia do Ó
- Brasilândia